# Camponotus karawaiewi
Camponotus karawaiewi é uma espécie de inseto do gênero Camponotus, pertencente à família Formicidae.